# Emil Vacano
Emil Vacano (24. března 1807 Klagenfurt am Wörthersee – 10. října 1877 Türnitz) byl rakouský důlní úředník a politik německé národnosti z Horních Rakous, během revolučního roku 1848 poslanec Říšského sněmu.

## Biografie
Pracoval jako asesor vrchního horního báňského úřadu.
Během revolučního roku 1848 se zapojil do politického dění. Ve volbách roku 1848 byl zvolen na rakouský ústavodárný Říšský sněm. Zastupoval volební obvod Steyr v Horních Rakousích. Uvádí se jako asesor vrchního báňského úřadu. Patřil ke sněmovní levici. Zabýval se otázkou přípravy nové ústavy. Koncem roku 1848 vystupoval v parlamentních rozpravách k ústavě. Reprezentoval německé liberály. V ústavním výboru sněmu byl zpravodajem pro otázky občanských práv.
Později žil jako právní konzultant na svém statku v dolnorakouském Türnitz.